# 그레이스 무어

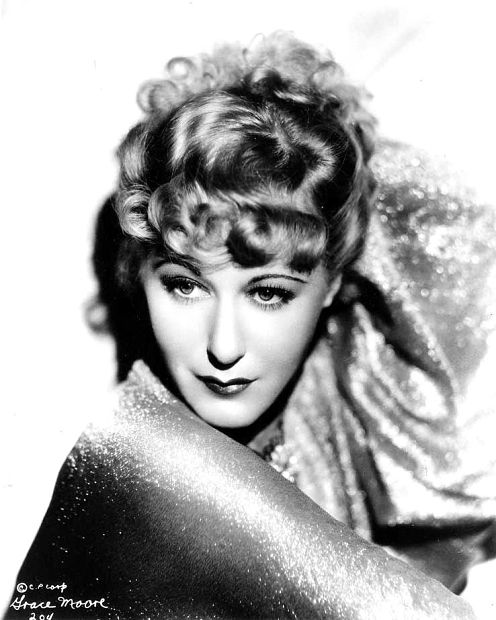

그레이스 무어(Grace Moore, 1898년 12월 5일 ~ 1947년 1월 26일)는 미국의 가수, 배우, 오페라 가수, 음악가, 영화배우, 연극 배우이다.
코크군에서 태어났으며 코펜하겐에서 사망하였다. 사인은 항공 사고이다.

## 영화
- 원 나잇 오브 러브 (1934년)
- 뉴 문 (1930년)
- 어 레이디스 모랄스 (1930년)